# Томаш, Америку
Аме́рику де Де́уш Родри́геш Тома́ш (порт. Américo de Deus Rodrigues Tomás; 19 ноября 1894, Лиссабон — 18 сентября 1987, Кашкайш) — португальский военный и государственный деятель. Адмирал, министр флота Португалии в 1944—1958 годы. 13-й президент Португалии, 3-й и последний президент Нового государства в 1958—1974 годах. Был сторонником премьер-министра Антониу Салазара, проводил его курс, но не играл самостоятельной политической роли. Отстранён от власти Революцией гвоздик.

## Биография

### Происхождение и образование
Америку Томаш родился 19 ноября 1894 года в семье крестьянина из Феррейра-ду-Зезери, перебравшегося на жительство в Лиссабон. После средней школы окончил Политехническое училище (ныне факультет естественных наук Лиссабонского университета). В 1914 году поступил в Военно-морскую школу.

### Моряк и министр
В 1916 году, во время Первой мировой войны, Томаш служил на военных кораблях, в том числе на единственном линкоре португальского ВМФ Vasco da Gama. В 1918 году получил офицерское звание 1-го лейтенанта.
С 1920 по 1936 год Америку Томаш служил на гидрографическом судне 5 de Outubro. Занимался гидрографическими, навигационными и метеорологическими исследованиями португальского побережья. В 1936 году Америку Томаш назначен начальником штаба ВМФ Португалии. В 1941—1944 годах возглавлял Национальный совет торгового флота.
С 1944 по 1958 год в звании капитана Америку Томаш занимал пост министра флота в правительстве Антониу ди Салазара. За период министерства Томаша была осуществлена масштабная реконструкция португальского торгового флота, спущены на воду 56 новых судов, введены в действие новые уставы судостроительной промышленности. Томаш инициировал государственный план Despacho 100 — строительство десятков торговых судов различного типа и водоизмещения. Этот проект модернизировал систему морских перевозок Португалии и португальских колоний, создал новые торговые маршруты со странами Западной и Северной Европы, Южной Америки и США. Деятельность Томаша как руководителя морского транспорта высоко оценена в португальском обществе (в отличие от его же деятельности в качестве главы государства).
На военно-морской и государственной службе Америку Томаш не проявлял большого интереса к политике, но придерживался крайне правых национал-консервативных и антикоммунистических взглядов, был убеждённым лузотропикалистом, сторонником сохранения колониальной империи. Полностью поддерживал премьер-министра Салазара и авторитарный режим Нового государства. Состоял в Национальном союзе и Португальском легионе.

### Церемониальный президент
В 1958 году возникли политические разногласия между премьером-диктатором Антониу ди Салазаром и президентом Франсишку Кравейру Лопешем. Впервые за четвертьвековое существование «Нового государства» президент не был рекомендован к переизбранию. Свой выбор премьер остановил на министре флота адмирале Томаше — полностью лояльном, лишённом политических амбиций, считавшемся «покорным слугой Салазара».
Были объявлены всенародные альтернативные выборы главы государства. Демократическая оппозиция выдвинула кандидатуру генерала ВВС Португалии Умберту Делгаду. Предвыборная кампания проходила напряжённо. Делгаду пользовался явной поддержкой избирателей, в пользу Томаша использовался административный ресурс правительства (в том числе прямые репрессии ПИДЕ). По официальным данным, Томаш получил 76,42 % голосов, Делгаду — 23,58 %. 9 августа 1958 года Америку Томаш вступил в должность президента Португалии.
Многие в стране и за рубежом считали эти результаты следствием массовых фальсификаций. С 1960 года правительство отменило прямые всенародные выборы президента, передав эту функцию контролируемому парламенту. В 1965 году ПИДЕ организовала убийство Умберту Делгаду.
Дважды — в 1965 и 1972 годах — безальтернативно переутверждался в должности главы государства.
Вся полнота реальной власти в «Новом государстве» принадлежала премьер-министру. Функции президента были сугубо церемониальными. Америку Томаш получил прозвище Corta-Fitas (Ленточный резак, Разрезальщик ленточек) за регулярное появление на открытии цветочных выставок, а также фонтанов, канализационных пунктов, пожарных станций и т. д. Однако по конституции президент имел право назначать и смещать премьер-министра (именно поэтому выборы 1958 года имели большое значение).
Пока Салазар был дееспособен, этот вопрос не стоял. Более того, в апреле 1961 года Томаш сыграл определённую роль в срыве попытки военного переворота, предпринятой министром обороны Жулиу Ботелью Монишем. Однако болезнь премьера в 1968 году сделала невозможным его дальнейшее пребывание у власти.

### Символ салазаристской преемственности
27 сентября 1968 года президент Томаш вынужден был издать указ об отстранении Антониу ди Салазара с поста главы правительства и назначении премьер-министром Марселу Каэтану. Этот шаг был основан на сложном компромиссе и обставлен рядом условий, главное из которых состояло в продолжении правительством войны в Африке ради сохранения колониальной империи.
При этом Салазару (постепенно утратившему память и умственные способности) не было сообщено о его отставке. Он продолжал считать себя главой правительства, принимать отчёты, давать распоряжения. Президент Томаш, наряду с домоправительницей Салазара Марией де Жезуш, играл в этой мистификации одну из главных ролей.
Исследователи считают Америку Томаша политически бесцветной фигурой. Однако после ухода Салазара президент сделался центром притяжения сторонников жёсткой линии, консерваторов и националистов, которых не устраивали либеральная риторика Каэтану и даже минимальные послабления. Именно сопротивлением Томаша и Португальского легиона объяснял Каэтану свою нерешительность в дискуссиях с либеральной университетской общественностью — даже после смерти Салазара в 1970 году. Переизбрание Томаша в 1972 году расценивалось как ошибка премьера, связавшего себе руки в необходимых преобразованиях. Компромиссно настроенные политики и военные пытались это предотвратить.
В то же время президент Томаш был скорее символической фигурой преемственности, чем реальным лидером салазаристов (эту роль скорее играли такие деятели, как директор ПИДЕ Фернанду Силва Паиш, генерал Каулза ди Арриага, профессор Жуан Пинту да Кошта Лейте, президент Португальского легиона Энрике Эрнешту Тенрейру).
Америку Томаш имел имидж и репутацию человека хмурого и медлительного. В то же время он был известен рядом комичных высказываний, произнесённых на официальных церемониях (в частности, на цветочных выставках). Особенный резонанс вызвали фразы «Я здесь впервые с тех пор, как был здесь в последний раз» и «Я посетил все павильоны, кроме тех, которые не посещал». Такие «мемы» побуждали аудиторию внимательно следить за выступлениями президента.

### Свержение и возвращение
25 апреля 1974 года Революция гвоздик свергла режим «Нового государства». Америку Томаш был арестован революционными властями, доставлен на Мадейру и оттуда выслан в Бразилию.
Против Америку Томаша не возбуждалось каких-либо уголовных дел или иных процедур преследования. Сам он никак не участвовал в португальской политике, ограничиваясь мемуарной полемикой с Каэтану (экс-премьер и экс-президент возлагали друг на друга вину за падение режима).
В 1978 году президент Антониу Рамалью Эаниш снял запрет на его возвращение на родину (в отличие от Каэтану). Ходатайства о восстановлении в вооружённых силах и получении пенсии как бывшему президенту страны были отклонены. В 1986 году опубликовал свои мемуары. Скончался Америку Томаш в возрасте 92 лет и был похоронен на кладбище Ажуды в Лиссабоне.
В 2017 году журналист Орланду Раймунду опубликовал биографический очерк O Último Salazarista — a outra face de Américo Thomaz — Последний салазарист — другое лицо Америку Томаша.

## Семья
Америку Томаш был женат, имел двух дочерей.

## Награды
Награды Португалии
| Страна     | Дата                             | Награда                                                                | Награда                                                                | Литеры |
| ---------- | -------------------------------- | ---------------------------------------------------------------------- | ---------------------------------------------------------------------- | ------ |
| Португалия | 9 августа 1958 — 25 апреля 1974  | Кавалер Тройного ордена как Президент Португалии                       | Кавалер Тройного ордена как Президент Португалии                       |        |
| Португалия | 9 августа 1958 — 25 апреля 1974  | Гроссмейстер Военного Ордена Башни и Меча, Доблести, Верности и Заслуг | Гроссмейстер Военного Ордена Башни и Меча, Доблести, Верности и Заслуг |        |
| Португалия | 9 августа 1958 — 25 апреля 1974  | Гроссмейстер                                                           | ордена Христа                                                          |        |
| Португалия | 1 августа 1953 —                 | кавалер Большого креста                                                | ордена Христа                                                          | GCC    |
| Португалия | 9 мая 1934 — 1 августа 1953      | Командор                                                               | ордена Христа                                                          | ComC   |
| Португалия | 9 августа 1958 — 25 апреля 1974  | Гроссмейстер                                                           | ордена Святого Беннета Ависского                                       |        |
| Португалия | 10 августа 1942 —                | Гранд-офицер                                                           | ордена Святого Беннета Ависского                                       | GOA    |
| Португалия | 5 октября 1932 — 10 августа 1942 | Командор                                                               | ордена Святого Беннета Ависского                                       | ComA   |
| Португалия | 9 августа 1958 — 25 апреля 1974  | Гроссмейстер                                                           | Военного ордена Святого Якова и Меча                                   |        |
| Португалия | 5 октября 1928 —                 | Офицер                                                                 | Военного ордена Святого Якова и Меча                                   | OSE    |
| Португалия | 9 августа 1958 — 25 апреля 1974  | Гроссмейстер ордена Инфанта дона Энрике                                | Гроссмейстер ордена Инфанта дона Энрике                                |        |
| Португалия | 9 августа 1958 — 25 апреля 1974  | Гроссмейстер ордена Народного образования                              | Гроссмейстер ордена Народного образования                              |        |
| Португалия | 9 августа 1958 — 25 апреля 1974  | Гроссмейстер ордена Колониальной империи                               | Гроссмейстер ордена Колониальной империи                               |        |

Награды иностранных государств
| Страна  | Дата вручения    | Награда                         | Награда                         | Литеры |
| ------- | ---------------- | ------------------------------- | ------------------------------- | ------ |
| Испания | 20 ноября 1961 — | Кавалер цепи ордена Карлоса III | Кавалер цепи ордена Карлоса III |        |